# Bündnis für Politik- und Meinungsfreiheit
Das Bündnis für Politik- und Meinungsfreiheit (kurz bpm oder PM-Bündnis) ist ein Anfang 2000 gegründetes politisches Bündnis von über dreißig Studierendenschaften und über zwanzig weiteren Organisationen. Es setzt sich für Verfasste Studierendenschaften, eine repressionsfreie Gesellschaft, Datenschutz und die Demokratisierung sämtlicher Lebensbereiche ein. Juristisch getragen wird das Bündnis über einen eingetragenen Verein mit dem Namen „Bündnis für Politik und Meinungsfreiheit e. V. (PM)“.

## Geschichte und Struktur
Die Gründung des Bündnisses (und parallel die des Vereins) fand im Jahr 2000 als Nachfolgeorganisation der Bundeskoordination für das politische Mandat statt, eine Reaktivierung im Januar 2006 durch Aktualisierung der Zielsetzungen und Arbeitsschwerpunkte im Leipziger Aufruf. Nach wie vor ist das Bündnis auf Bundesebene das einzige Bündnis, welches sich kritisch mit disziplinarischen und kriminalisierenden Verhältnissen in Hochschule und Gesellschaft beschäftigt. Für die sich aus den Zielsetzungen und Arbeitsschwerpunkten (insbesondere allgemeinpolitisches Mandat) ergebenden Auseinandersetzungen bietet das Bündnis bundesweit eine einzigartige Plattform insbesondere für Schüler- und Studierendenschaften.
Mitglieder im Bündnis und Unterzeichnende des Leipziger Aufrufs sind vor allem regionale und überregionale Organisationen wie Parteigruppierungen, Verbände, politische Gruppen sowie Verfasste und auch nicht Verfasste Studierendenschaften, in denen sich insgesamt deutlich über eine Million Menschen organisieren. Gleichzeitig bildet die offene Arbeits- und Organisationsstruktur des Bündnisses (angelehnt an die Struktur des Aktionsbündnisses gegen Studiengebühren (ABS)) mit Geschäftsführung, dem monatlich tagenden Koordinierungsorgan (KO) und der halbjährlich zusammenkommenden Vollversammlung (VV) aller Bündnispartnerinnen und Bündnispartner die Grundlage für die basisdemokratische Organisation der Bündnisarbeit.
Das Bündnis unterstützt sowohl lokale Initiativen für alternativen Freiraum in vielen Städten als auch bundesweite Initiativen und Aktionen wie etwa die „Freiheit statt Angst“-Großdemonstrationen in Berlin oder den bundesweiten Bildungsstreik durch Informations-, Presse- und Antirepressionsarbeit.
Das Bündnis für Politik- und Meinungsfreiheit hat ein Übergangsbüro beim AStA der Fachhochschule in Frankfurt am Main.

## Zielsetzung und Arbeitsschwerpunkte
Im Leipziger Aufruf formulierte das Bündnis neue Arbeitsschwerpunkte, die im jeweiligen aktuellen Arbeitsprogramm konkreter benannt werden, untergliedert in die vier Bereiche Kampagnen, Antirepressionsarbeit und Datenschutz, Bündnisarbeit sowie Presse- und Öffentlichkeitsarbeit.
Überregionale Bekanntheit erlangte das Bündnis für Politik- und Meinungsfreiheit 2007 zuletzt mit Vertrieb der „Stasi 2.0“-Aufkleber in Zusammenarbeit mit dem fzs im Umfeld der Initiativen gegen die Vorratsdatenspeicherung und Online-Durchsuchung, sodass es seitdem auch immer wieder für bundesweite Demonstrationen und Workshops für lokale Veranstaltungen angefragt wird. Weitere Erfolge waren der Überwachungskamera-Wettbewerb und die Broschüren zur Absicherung der Verfassten Studierendenschaften im Hochschulrahmengesetz und „Recht auf Protest“.

Das Bündnis ruft seit 2007 auch jährlich mit zur „Freiheit statt Angst“-Großdemonstration in Berlin auf.
Im Rahmen des Bundesweiten Bildungsstreiks 2009 führte das bpm aktive Beratungsarbeit zu Versammlungsrecht, Protestformen und Antirepression durch.

## Kritik
Vor allem von konservativ-studentischer Seite, doch nicht nur von politischen Jugendorganisationen selbst ist das allgemeinpolitische Mandat der Studierendenschaft und damit das Bündnis, das sich maßgeblich dafür einsetzt, oft im Visier der Kritik. Diese bewegt sich jedoch meist auf der juristischen und selten auf der politischen Ebene, problematisiert wird die Spannung zwischen Pflichtmitgliedschaft und allgemeinpolitischem Mandat der Verfassten Studierendenschaft.